# Britische Klasse 378

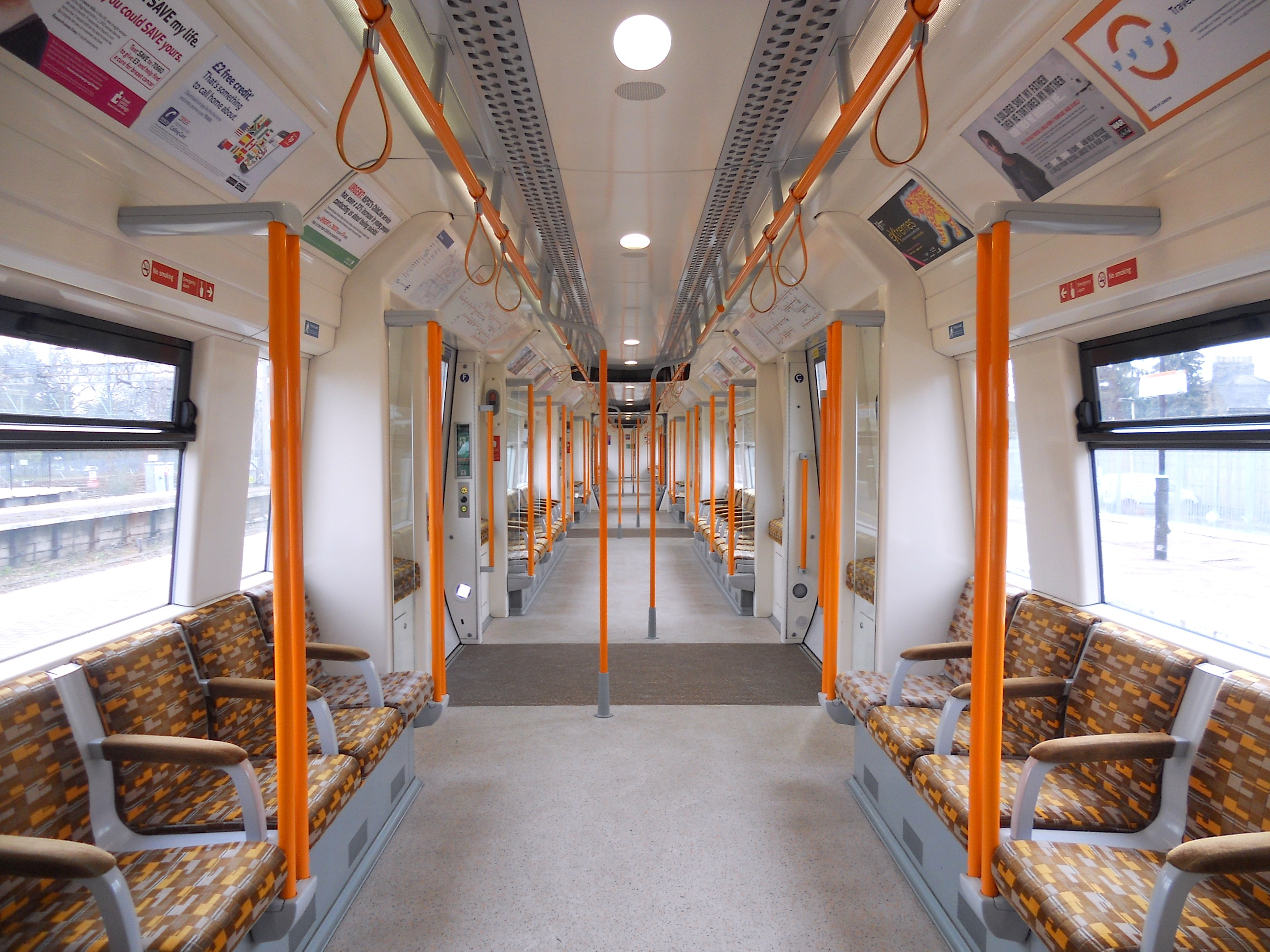
Innenraum eines Zweisystemzuges

Die Britische Klasse 378 (Class 378) „Capitalstar“ umfasst britische Nahverkehrszüge, die in London auf einigen Strecken der S-Bahn London Overground verkehren. Die Elektrotriebzüge wurden ab 2008 von Bombardier Transportation in Derby gebaut und gehören zur Electrostar-Familie.
Die Class 378 ist unterteilt in die Class 378/1 (20 Züge) und Class 378/2 (37 Züge). Die Class 378/1 wird auf der East London Line / South London Line zwischen Highbury & Islington / Dalston Junction und New Cross / Crystal Palace / West Croydon / Clapham Junction eingesetzt. Die Class 378/2 mit Zweisystem bedient die North London Line / West London Line zwischen Stratford und Richmond – Clapham Junction, die Watford DC Line zwischen London Euston und Watford Junction und auch vereinzelt die East London Line / South London Line.
Infolge von Kapazitätserweiterungen wurden bis 2016 alle Züge von Drei- beziehungsweise Vierteilern auf fünf Wagen und 100 Meter Länge verlängert.

## Technik
Die Triebzüge der Class 378/2 verfügen über eine Zweisystemausrüstung. Sie können unter Oberleitung bei 25 kV/50 Hz und mit Stromschiene bei 750 V Gleichspannung verkehren. Die Class 378/1 ist dagegen auf Gleichstrom beschränkt.